# アルプ＝ドナウ郡
アルプ＝ドナウ郡（アルプ＝ドナウぐん、Alb-Donau-Kreis）は、ドイツ連邦共和国バーデン＝ヴュルテンベルク州に存在する郡。この郡はビーベラハ郡、郡独立市ウルムとともにドナウ＝イラー広域連合のバーデン＝ヴュルテンベルク州テュービンゲン行政管区部分を形成している。アルプ＝ドナウ郡は、北はゲッピンゲン郡とハイデンハイム郡、東はバイエルン州のギュンツブルク郡とノイ＝ウルム郡およびウルム市、南はビーベラハ郡、西はロイトリンゲン郡と境を接している。

## 地理
アルプ＝ドナウ郡は、北部にシュヴェービシェ・アルプ、南部にオーバーシュヴァーベンを含む。郡域南部を南西から北東方向にドナウ川が流れている。この川はオーバーマルヒタールから郡内に入り、エアバッハからウルム方面へ抜ける。
アルプ＝ドナウ郡には約 295 のオルト（市町村の他に村落や独立農場などを含む）がある。

## 歴史
アルプ＝ドナウ郡は1973年の郡域再編により、エーインゲン郡とウルム郡を核として、これにビーベラハ郡やミュンジンゲン郡の一部町村が合併して形成された。エーインゲン郡の町村のうち1つはビーベラハ郡へ、ウルム郡の町村のうち2つはゲッピンゲン郡（1971年から1972年にすでにガイスリンゲン・アン・デア・シュタイゲに合併されていたため）に移管された。
旧エーインゲン郡およびウルム郡はヴュルテンベルクの同名のオーバーアムト（古い地方行政単位、以下OAと略す）にその起源を持つ。これはこの地域がヴュルテンベルクに移行した1802年および1810年に設立された。その後幾度かの変遷を経て、1934年に郡という組織になった。かつてのOAブラウボイレンは1938年にほぼ全域がウルム郡に併合された。これによりアルプ＝ドナウ郡は現在、かつてのOAビーベラハ、OAブラウボイレン、OAエーインゲン、OAガイスリンゲン、OAラウプハイム、OAミュンジンゲン、OAリートリンゲン、OAウルムの市町村から構成されている。

### 人口推移
以下の人口は、国勢調査 (1)またはバーデン＝ヴュルテンベルク州統計局の公式記録に拠っている。
| 調査日          | 人口（人） |
| --------------- | ---------- |
| 1973年12月31日  | 155,120    |
| 1975年12月31日  | 155,694    |
| 1980年12月31日  | 160,377    |
| 1985年12月31日  | 159,543    |
| 1987年5月27日 1 | 160,244    |

| 調査日         | 人口（人） |
| -------------- | ---------- |
| 1990年12月31日 | 168,981    |
| 1995年12月31日 | 180,309    |
| 2000年12月31日 | 185,929    |
| 2005年12月31日 | 190,233    |
| 2006年6月30日  | 190,182    |

## 行政
郡の行政は、郡議会と郡長により運営されている。

### 郡議会
郡議会は、5年ごとに郡内の選挙によって選出される。2009年6月7日に行われた選挙の結果は以下の通り。
1. CDU 46.12% - 30 議席
2. FW 28.23% - 17 議席
3. SPD 12.74% - 8 議席
4. GRÜNE 11.22% - 7 議席
5. その他 1.69% - 0 議席

これに議長を務める郡長が加わる。

### 郡長
郡議会は、任期8年の郡長を選出する。郡長は、法律上、郡の代表者であり責任者であるとともに郡議会および委員会の議長をも務める。郡長は、郡議会および郡の官僚を指導する。
郡庁および郡職員を司る。その職責は、郡議会を準備し議員を招集すること、および決議事項を執行することである。郡長は、特に必要であるとの議決が成されない限りは、専門委員会での投票権を持たない。
エーインゲン郡　1938年–1972年
- 1938年 - 1945年: アルバート・ボートナー
- 1945年 - 1946年: アウグスト・レンツ(暫定)
- 1946	年 - 1954年: ヴィンツェンツ・グナン
- 1955年 - 1972年: ヴィルヘルム・タウシャー

ウルム郡　1938年–1972年
- 1933年 - 1945年: オット・バルツ
- 1945年 - 1953年: エルンスト・ジントリンガー
- 1953年 - 1966年: ヴィルヘルム・ダムバヒャー
- 1967年 - 1972年: ヴィルヘルム・ビューラー

アルプ＝ドナウ郡　1973年-
- 1973年 - 1989年: ヴィルヘルム・ビューラー
- 1989年 - 2005年: ヴォルフガング・シューレ
- 2005年 - 2016年: ハインツ・ザイファート
- 2016年10月 - : ハイナー・シェフォルト

### 紋章
説明:
郡の紋章の図柄は、銀地に双頭の黒鷲に、中央に分割された紋章に覆われている。分割された紋章は、金地に三本の黒鹿の角と、赤と銀の斜めのストライプ。(この紋章は、1975年11月5日に採用された。ただし、郡域再編前のウルム郡の紋章が使われた。)
意味:

## 経済と社会資本

### 交通

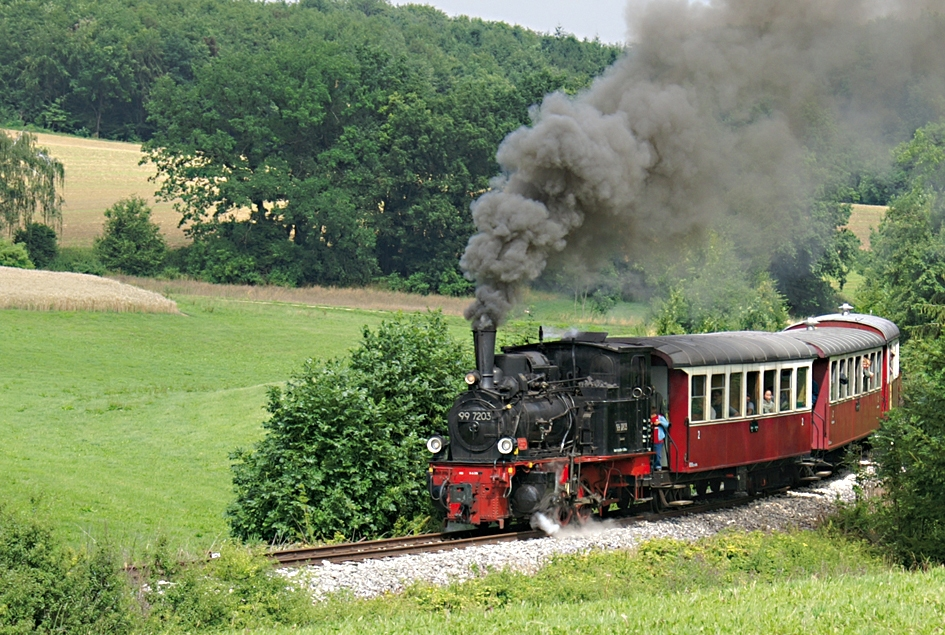
廃線になったアムシュテッテン - ゲルシュテッテン間を走る保存鉄道

#### 鉄道
郡域を5本の路線が運行している。また、定期運行を廃止した路線が2本ある。
- ドナウタール鉄道: 本郡内で最も長い路線である。ウルム - ブラウボイレン - シェルクリンゲン - エーインゲン - ムンダーキンゲン - レヒテンシュタイン
- フィルスタール鉄道: ウルム - アムシュテッテン
- ブレンツ鉄道: ウルム - ランゲナウ - ランミンゲン
- ヴュルテンベルク南鉄道: ウルム - エアバッハ
- シュヴェービシェ・アルプ鉄道: シェルクリンゲン - ヒュッテン
- ローカル鉄道アムシュテッテン - ゲルシュテッテン線: アムシュテッテン - シャルクシュテッテン（廃線）
- アルプベーンレ: アムシュテッテンからライヒンゲンのまでの全線。オッピンゲン - ライヒンゲン間はすでに撤去されており、残された区間でも定期運行はなされていない。

郡域内は、DING交通連盟の傘下にある。特に重要なのは、鉄道乗換駅のウルム中央駅で、ICE、IC、EC、さらに2007年からはTGVも乗り入れており、ベルリン、ミュンヘン、パリ、アムステルダムへ行くことができる。

#### 道路
郡域北部を連邦アウトバーンA8号線シュトゥットガルト - ウルム - ミュンヘン線がかすめている。また、郡域の北東部を連邦アウトバーンA7号線ヴュルツブルク - ウルム - ケンプテン線が通っている。さらに郡内は、多くの連邦道、州道、郡道で結ばれている。主要な連邦道としては、B10号シュトゥットガルト - ウルム線、B28号ロイトリンゲン - ウルム線、B311号トゥットリンゲン - ウルム線がある。

### エネルギー
本郡は、オーバーシュヴァーベン電力連合に、20.989%の参加をしている。この目的連合は、企業 EnBW（ドイツで3番目に大きなエネルギー供給会社）や ジュートヴェスト天然ガスに資本参加しており、両社のエネルギー・ポリシーに影響力を有している。

### メディア
本郡内では、ジュートヴェスト・プレッセのライヒンゲン版やエーインガー・タークブラット、シュヴェービシェ・ツァイツゥンクが刊行されている。イラータール（本郡南部）ではジュートヴェスト・プレッセのイラータール＝ボーテ版が刊行されている。

### 郡の施設
アルプ＝ドナウ郡は以下の学校を運営している。職業学校: ヴァルケンブルクシューレ・ウルム（栄養、健康、社会学）、エーインゲン (ドナウ) 営業学校（ライヒンゲンに分校を有している）、エーインゲン商業学校（ライヒンゲンに分校を有している）、マクダレーナ・ネフ・シューレ（家政、農業）。特別学校: 精神・身体障害者のためのシュミーヒタールシューレ（エーインゲン (ドナウ) 特別幼稚園を有している）、精神障害者のためのグスタフ・ヴェルナー・シューレ（ウルム学童幼稚園を有している）、身体障害者のためのフリードリヒ・フォン・ボーデルシュヴィンク・シューレ（ウルム学童幼稚園を有している）、言語障害者のためのアルトリート・リントグレン・シューレ（ウルム学童幼稚園を有している）、教育補助のためのハンス・ツリガー・シューレ、長期入院寛恕のための学校、特別養護が必要な学童のための幼稚園。
本郡はアルプ＝ドナウ郡病院 GmbH の共同経営者である。この病院企業はブラウボイレン健康センター（病院を併設）やエーインゲン健康センター（病院および老人リハビリクリニックを併設）およびランゲナウ郡立病院を運営している。

## 市町村
| 市 1. ブラウボイレン (de:Blaubeuren 12,657) 2. ディーテンハイム (de:Dietenheim 6,922) 3. エーインゲン (ドナウ) (de:Ehingen (Donau) 27,504) 4. エアバッハ (Erbach 14,080) 5. ライヒンゲン (de:Laichingen 12,447) 6. ランゲナウ (de:Langenau 15,792) 7. ムンダーキンゲン (de:Munderkingen 5,422) 8. シェルクリンゲン (de:Schelklingen 6,952) 人口は、2023年12月31日現在の数値である。 | 町村 1. アルメンディンゲン (Allmendingen 4,721) 2. アルトハイム (Altheim 587) 3. アルトハイム (アルプ) (de:Altheim (Alb) 1,744) 4. アムシュテッテン (Amstetten 4,215) 5. アッセルフィンゲン (de:Asselfingen 1,038) 6. バレンドルフ (de:Ballendorf 680) 7. バルツハイム (de:Balzheim 2,160) 8. バイマーシュテッテン (de:Beimerstetten 2,570) 9. ベルクヒューレン (de:Berghülen 2,144) 10. ベルンシュタット (Bernstadt 2,334) 11. ブラウシュタイン (de:Blaustein 16,606) 12. ベルスリンゲン (de:Börslingen 181) 13. ブライティンゲン (de:Breitingen 358) 14. ドルンシュタット (de:Dornstadt 9,376) 15. エーメリンゲン (de:Emeringen 168) 16. エーマーキンゲン (de:Emerkingen 848) 17. グリージンゲン (de:Griesingen 1,061) 18. グルンツハイム (de:Grundsheim 205) 19. ハウゼン・アム・ブッセン (de:Hausen am Bussen 276) 20. ヘロルトシュタット (de:Heroldstatt 2,989) 21. ホルツキルヒ (de:Holzkirch 279) 22. ヒュッティスハイム (de:Hüttisheim 1,549) 23. イラーキルヒベルク (de:Illerkirchberg 5,043) 24. イラーリーデン (de:Illerrieden 3,382) 25. ラウテラハ (Lauterach 630) 26. ローンゼー (de:Lonsee 5,241) 27. メルクリンゲン (de:Merklingen 2,117) 28. ネーンシュテッテン (de:Neenstetten 840) 29. ネリンゲン (de:Nellingen 2,130) 30. ネーレンシュテッテン (de:Nerenstetten 373) 31. オーバーディシンゲン (de:Oberdischingen 2,333) 32. オーバーマルヒタール (de:Obermarchtal 1,331) 33. オーバーシュターディオン (de:Oberstadion 1,627) 34. エリンゲン (de:Öllingen 560) 35. エプフィンゲン (de:Öpfingen 2,328) 36. ランミンゲン (Rammingen 1,362) 37. レヒテンシュタイン (de:Rechtenstein 305) 38. ロッテンアッカー (de:Rottenacker 2,239) 39. シュニュールプフィンゲン (de:Schnürpflingen 1,460) 40. ゼッツィンゲン (de:Setzingen 745) 41. シュタイク (de:Staig 3,318) 42. ウンターマルヒタール (de:Untermarchtal 858) 43. ウンターシュターディオン (de:Unterstadion 905) 44. ウンターヴァヒンゲン (de:Unterwachingen 201) 45. ヴァイデンシュテッテン (de:Weidenstetten 1,439) 46. ヴェスターハイム (Westerheim 3,063) 47. ヴェスターシュテッテン (de:Westerstetten 2,178) |

行政共同体および自治体行政連合
1. アルメンディンゲン行政共同体: アルメンディンゲン、アルトハイム
2. ブラウボイレン行政共同体: ブラウボイレン、ベルクヒューレン
3. ディーテンハイム自治体行政連合: ディーテンハイム、バルツハイム、イラーリーデン
4. ドルンシュタット行政共同体: ドルンシュタット、バイマーシュテッテン、ヴェスターシュテッテン
5. エーインゲン (ドナウ) 行政共同体: エーインゲン (ドナウ)、グリージンゲン、オーバーディシンゲン、エプフィンゲン
6. キルヒベルク＝ヴァイフンクスタール自治体行政連合: ヒュッティスハイム、イラーキルヒベルク、シュニュールプフィンゲン、シュタイク
7. ライヒンガー・アルプ自治体行政連合: ライヒンゲン、ヘロルトシュタット、メルクリンゲン、ネリンゲン、ヴェスターハイム
8. ランゲナウ自治体行政連合: ランゲナウ、アルトハイム (アルプ)、アッセルフィンゲン、バレンドルフ、ベルンシュタット、ベルスリンゲン、ブライティンゲン、ホルツキルヒ、ネーンシュテッテン、ネーレンシュテッテン、エリンゲン、ランミンゲン、ゼッツィンゲン、ヴァイデンシュテッテン
9. ローンゼー＝アムシュテッテン自治体行政連合: アムシュテッテン、ローンゼー
10. ムンダーキンゲン自治体行政連合: ムンダーキンゲン、エーメリンゲン、エーマーキンゲン、グルンツハイム、ハウゼン・アム・ブッセン、ラウテラハ、オーバーマルヒタール、オーバーシュターディオン、レヒテンシュタイン、ロッテンアッカー、ウンターマルヒタール、ウンターシュターディオン、ウンターヴァヒンゲン

## 引用
1. 1 2  Statistisches Landesamt Baden-Württemberg – Bevölkerung nach Nationalität und Geschlecht am 31. Dezember 2023 (CSV-Datei)